# Highlander – Die Macht der Vergeltung
Highlander – Die Macht der Vergeltung ist ein Anime aus dem Jahr 2007, der aus einer Zusammenarbeit des japanischen Studios Madhouse (Animation) mit dem US-amerikanischen Imagi Animation Studios (Produktion) entstand.

## Handlung
Der Film spielt im New York der Zukunft. Im Jahre 2187 hat der unsterbliche Marcus Octavius sich eine Festung in der von Viren verseuchten Stadt errichtet. Octavius hat einst die große Liebe des ebenfalls unsterblichen Colin MacLeod getötet. Seit diesem Zeitpunkt sinnt der im 2. Jahrhundert im schottischen Hochland geborene Colin MacLeod nach Rache. Ihm zur Seite steht der Geist eines alten, keltischen Druiden mit Namen Amergan. Am Ende kommt es zum Duell der beiden Unsterblichen. 

## Synchronsprecher
| Rolle           | Japanische Sprecher (Seiyū) | Deutsche Sprecher |
| --------------- | --------------------------- | ----------------- |
| Colin MacLeod   | Shun Oguri                  | Fritz Rott        |
| Marcus Octavius | Kōichi Yamadera             | Sascha Rotermund  |
| Kyala           | Megumi Hayashibara          | Katrin Decker     |
| Joe             | Minami Takayama             | Tammo Kaulbarsch  |
| Moya            | Yurika Hino                 | Sabine Ehlers     |
| Doc             | Unshō Ishizuka              | Hans Bayer        |